# Myrmica wheeleri
Myrmica wheeleri är en myrart som beskrevs av Weber 1939. Myrmica wheeleri ingår i släktet rödmyror, och familjen myror. Inga underarter finns listade i Catalogue of Life.

## Bildgalleri

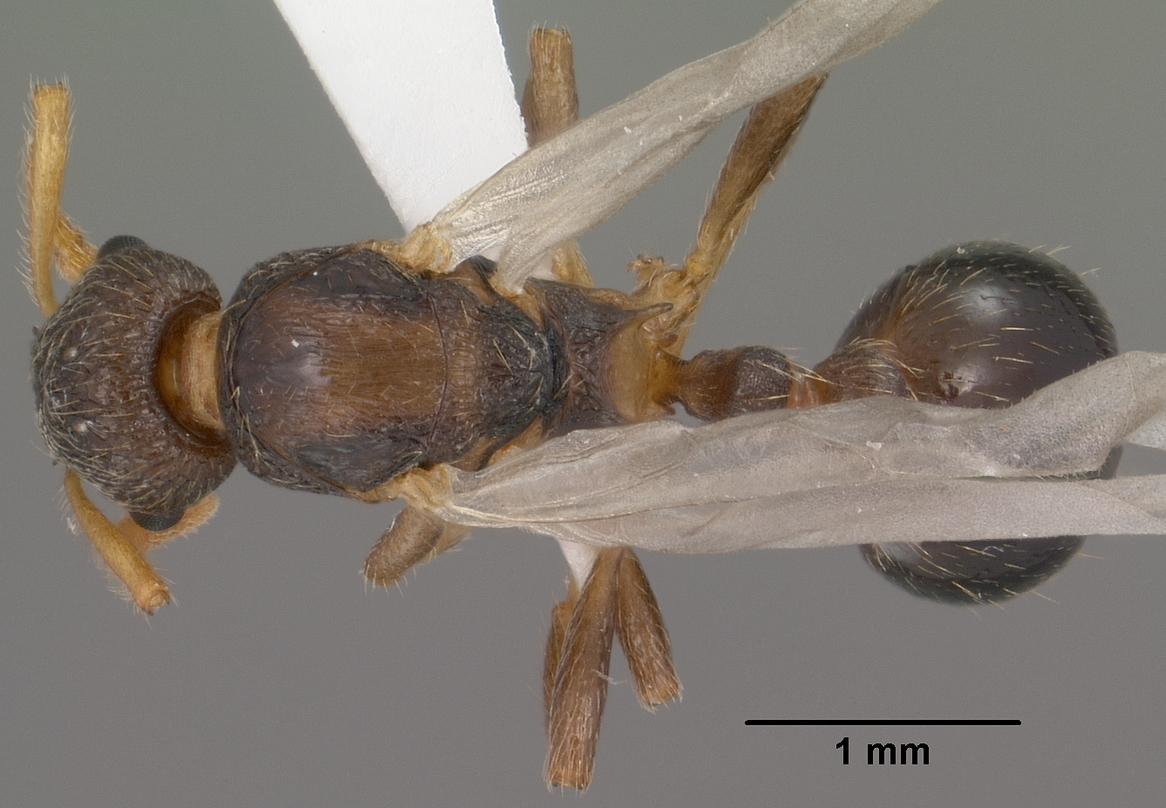
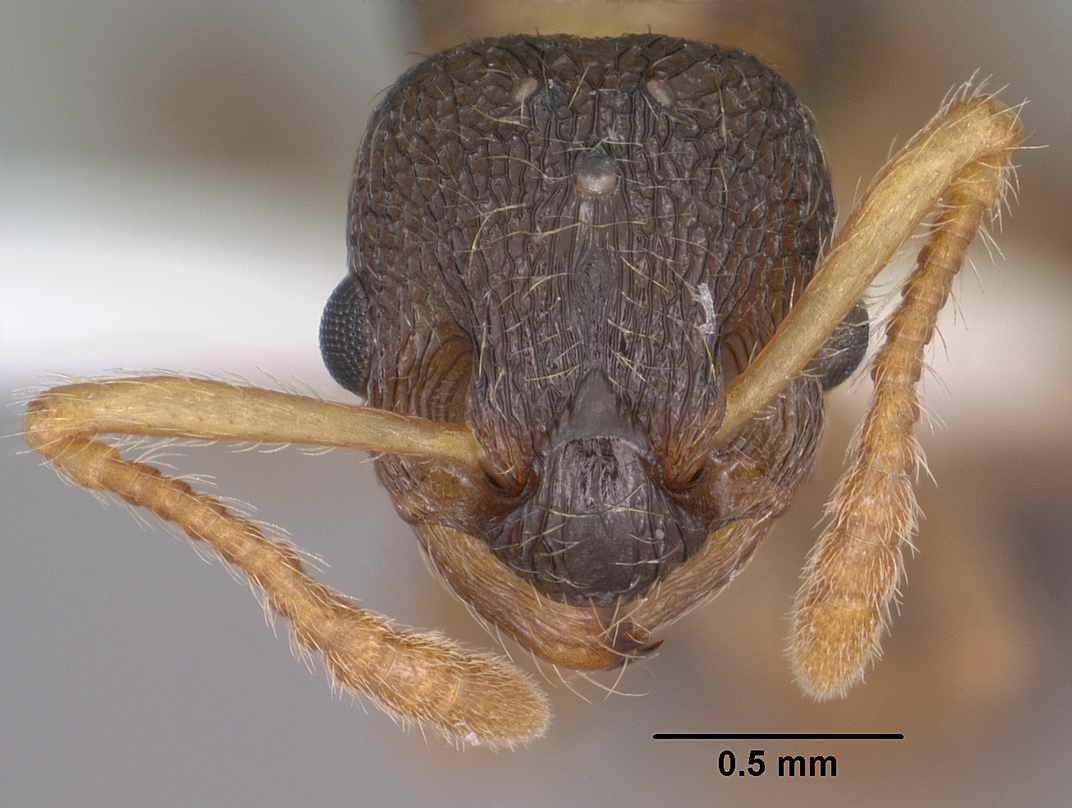
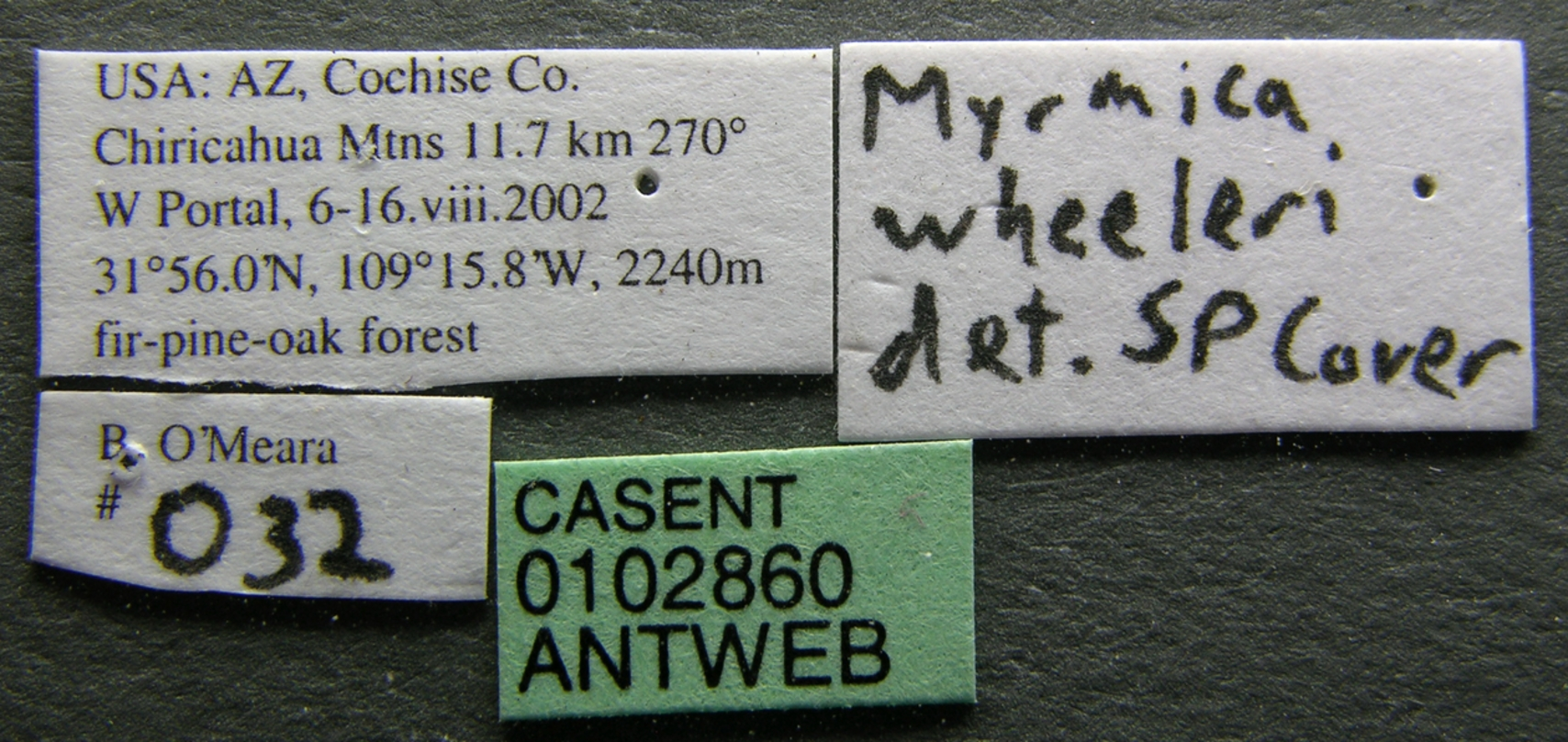
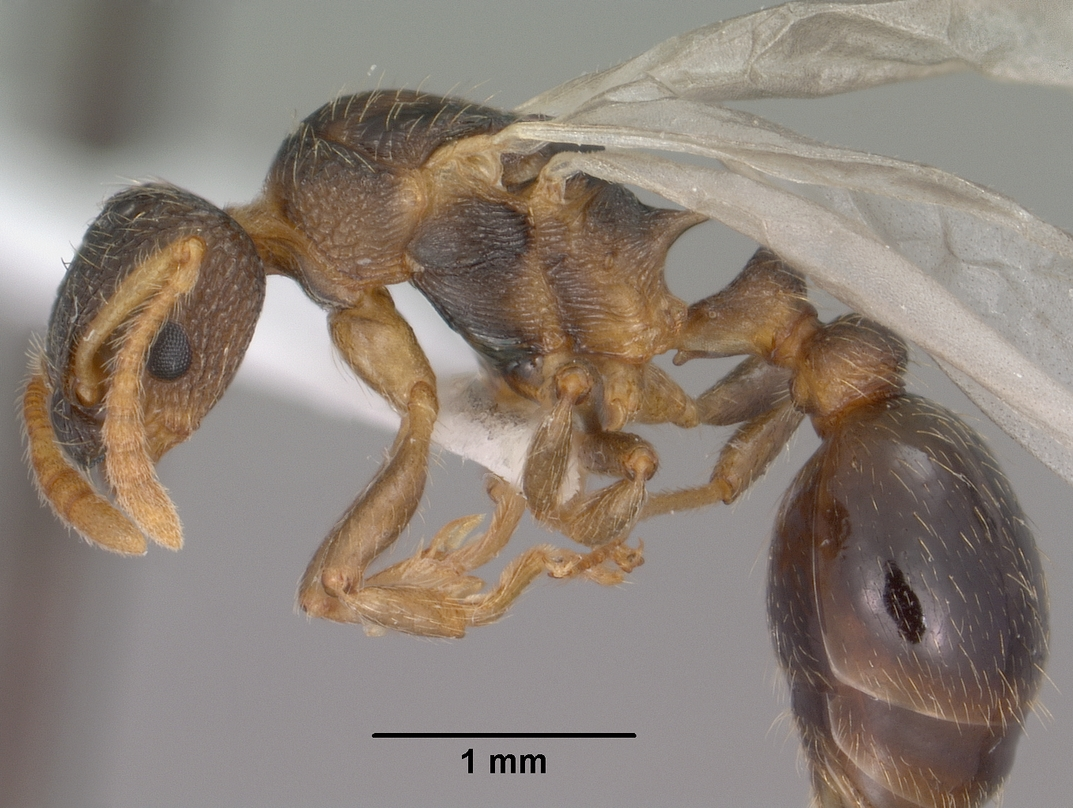
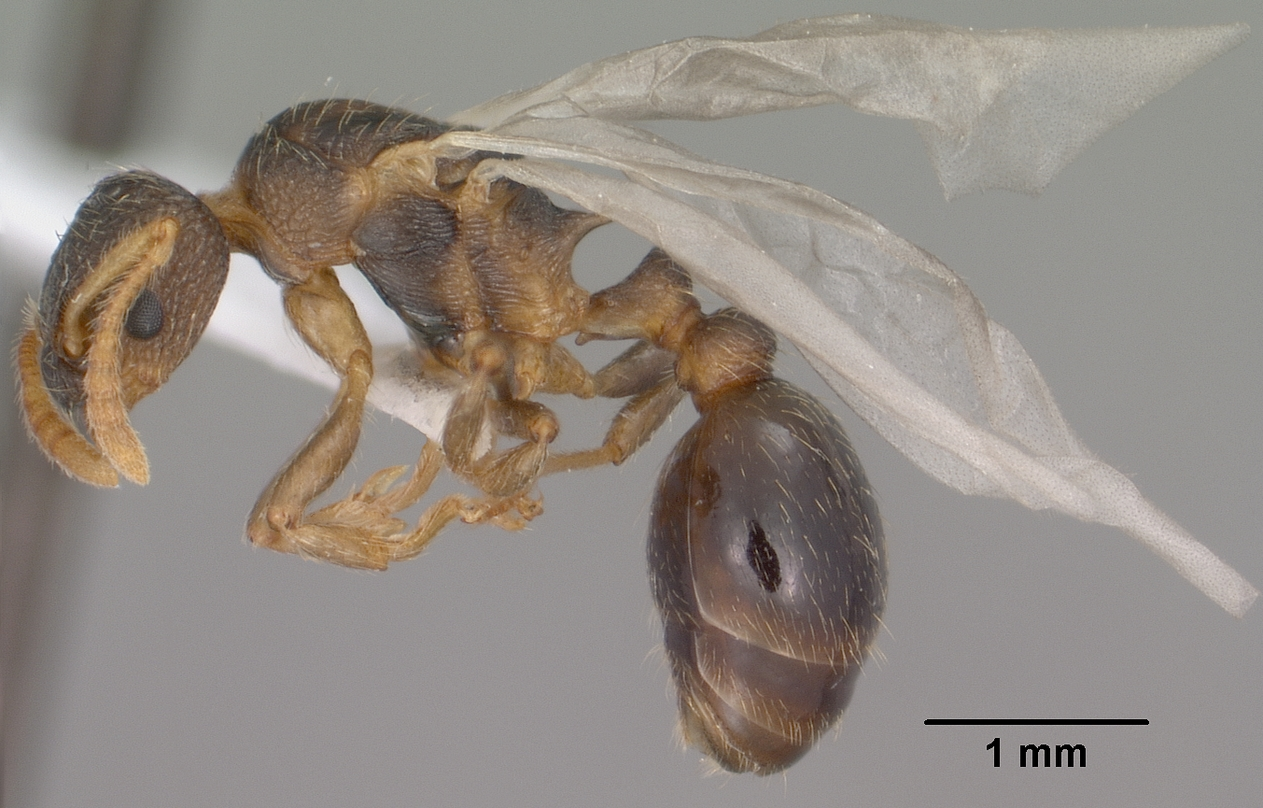
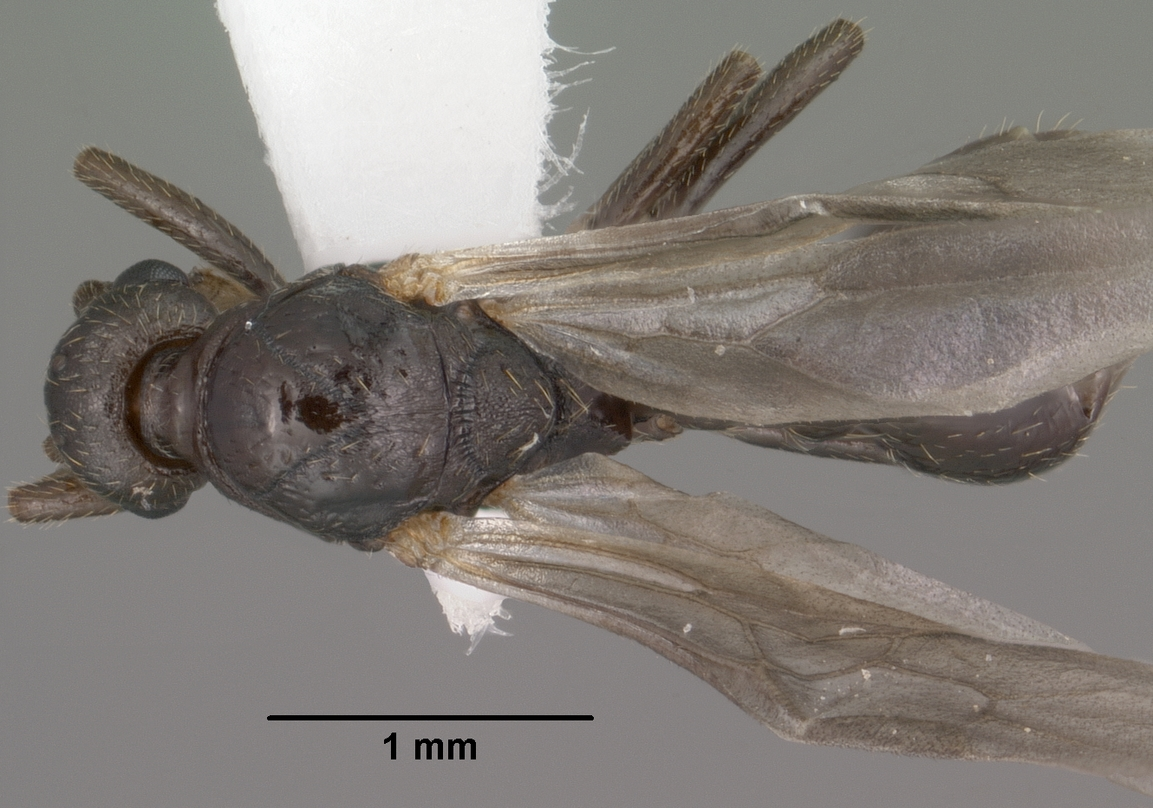